# Jolanta Muszyńska
Jolanta Muszyńska (ur. 4 listopada 1965 w Białymstoku) – polska pedagożka, prorektor Uniwersytetu w Białymstoku.

## Życiorys
Jolanta Muszyńska w 1993 ukończyła studia pedagogiczne w zakresie pedagogiki opiekuńczo-wychowawczej na Uniwersytecie Warszawskim, Filia w Białymstoku. W 2003 już na Uniwersytecie w Białymstoku doktoryzowała się na podstawie dysertacji Postrzeganie Innego kulturowo w kontekście regionalnego wymiaru tożsamości (promotor – Jerzy Nikitorowicz). W 2015 habilitowała się w dziedzinie nauk społecznych, dyscyplina pedagogika, na Uniwersytecie Mikołaja Kopernika w Toruniu, przedstawiając dzieło Miejsce i wspólnota. Poczucie wspólnotowości mieszkańców północno-wschodniego pogranicza Polski. Studium pedagogiczne.
Jej zainteresowania badawcze obejmują: środowisko lokalne jako środowisko wychowawcze; relacje społeczne i komunikacyjne w zróżnicowanym kulturowo  obszarze (wyraźnie określonym) oraz kształtowanie się tożsamości indywidualnych i społecznych.
Od 1993 związana z białostocka filią UW, a następnie utworzonego na jego podstawie Uniwersytetu w Białymstoku. Początkowo jako asystentka; od 2004 adiunktka, a od 2017 profesor uczelni (nadzwyczajna). Pracuje na Wydziale Nauk o Edukacji, Katedra Edukacji Międzykulturowej i Elementarnej, Zakład Diagnoz Środowisk Wychowawczych. W latach 2016–2019 była kierowniczką Zakładu, a 2018–2020 pełnomocniczką rektora ds. Centrum Edukacji Ustawicznej. Prorektor ds. studenckich w kadencji 2020–2024.
Członkini m.in. Polskiego Towarzystwa Pedagogicznego, Stowarzyszenia Wspierania Edukacji Międzykulturowej, Ruchu Pedagogów Społecznie Zaangażowanych, Comparative Education Society in Europe – CESE.
W 2012 za zasługi w działalności na rzecz rozwoju nauki została odznaczona Srebrnym Krzyżem Zasługi. Otrzymywała także nagrody rektora UwB.